# 伊集院町竹之山
伊集院町竹之山（いじゅういんちょうたけのやま）は、鹿児島県日置市の大字。旧薩摩国日置郡伊集院郷竹之山村、日置郡中伊集院村大字竹之山、日置郡伊集院町大字竹之山。郵便番号は899-2515。人口は194人、世帯数は102世帯（2020年10月1日現在）。

## 地理
長松川源流域の丘陵地帯上、日置市の東端部に位置する。字域の北方には日置市伊集院町中川、南方には鹿児島市石谷町、北東には鹿児島市小山田町、東方には鹿児島市犬迫町、西方には日置市伊集院町土橋にそれぞれ接している。
字域の南端部を鹿児島県道206号徳重横井鹿児島線（旧・薩摩街道）が通っており、石谷町（旧・松元町石谷）との境界線が県道上を通る。また、東端部には鹿児島県道210号小山田谷山線のバイパスが南北に通っており、県道206号と県道210号の交差点沿いには伊集院町都市農村交流施設チェスト館が所在している。

### 河川
- 長松川

## 歴史

### 竹之山の成立と中世
竹之山（竹山）という地名は鎌倉時代より見え、薩摩国伊集院のうちであった。応永21年の「島津国史」に小山田清範らに追われた伊集院氏が「竹山村・石谷村」まで敗走したと文書に見えるのが竹之山の地名の初見であるとされる。建久8年の薩摩国図田帳には竹之山という地名は見えず、室町時代までは土橋（現在の伊集院町土橋）の一部であったとされる。
南北朝の乱以降、他の伊集院の区域と同様に竹之山村は伊集院氏の領下となったが、宝徳2年に伊集院氏の伊集院煕久が肥後へ逃亡し、以後は島津氏の直轄領となった。

### 近世の竹之山
江戸時代には竹之山村は薩摩国日置郡伊集院郷（外城）のうちであった。村高は天明8年の「由緒再撰調」には278石余、「天保郷帳」及び「郡村高辻帳」では305石余、「三州御治世要覧」には268石余、「旧高旧領取調帳」には279石余であったと記されている。
村の南部を薩摩街道（国道3等、九州街道とも）が通り、村内で薩摩街道から郡山方面へ接続する郡山往還が分岐していた。

### 町村制施行以後
1889年（明治22年）4月1日に町村制が施行されたのに伴い、伊集院郷の中部の区域より中伊集院村が成立し、江戸期の竹之山村は中伊集院村の大字「竹之山」となった。1936年（昭和11年）に中伊集院村が町制施行し伊集院町となり、伊集院町の大字となった。1998年（平成10年）に竹之山字馬渡の一部が中川の一部、竹之山字長崎、字島廻、字護摩所、字馬渡の各一部が土橋の一部となり、土橋字寺田及び字寺田平を竹之山に編入した。
2005年（平成17年）5月1日に伊集院町が日置郡東市来町、吹上町、日吉町と合併し日置市が成立した。この合併に先立って設置された法定合併協議会である「日置中央合併協議会」において大字名については「字の区域は、現行どおりとし、現行の字の名称の前に当該字の属する合併前の町の名称を付し、字の名称を変更する。」と協定された。合併日の2005年（平成17年）5月1日に鹿児島県の告示である「 字の名称の変更」が鹿児島県公報に掲載された。この告示の規定に基づき即日大字の名称変更が行われ、大字名が「竹之山」から「伊集院町竹之山」に改称された。

### 字域の変遷
| 実施後             | 実施年             | 実施前                                               |
| ------------------ | ------------------ | ---------------------------------------------------- |
| 大字中川（編入）   | 1998年（平成10年） | 大字竹之山字馬渡（一部）                             |
| 大字土橋（編入）   | 1998年（平成10年） | 大字竹之山字長崎、字島廻、字護摩所、字馬渡（各一部） |
| 大字竹之山（編入） | 1998年（平成10年） | 大字土橋字寺田、字寺田平（各一部）                   |

## 人口

### 資料データ
| 統計年次[年]       | 世帯数[世帯] | 人口[人] | 出典  |
| ------------------ | ------------ | -------- | ----- |
| 明治14年頃         | 86           | 355      | [ 4 ] |
| 1935年（昭和10年） | 130          | 593      | [ 4 ] |
| 1950年（昭和25年） | 147          | 751      | [ 4 ] |

### 国勢調査
以下の表は国勢調査による小地域集計が開始された1995年以降の人口の推移である。
| 統計年             | 統計年 | 人口 | 人口 |
| ------------------ | ------ | ---- | ---- |
| 1995年（平成7年）  | [ 11 ] | 340  |      |
| 2000年（平成12年） | [ 12 ] | 344  |      |
| 2005年（平成17年） | [ 13 ] | 293  |      |
| 2010年（平成22年） | [ 14 ] | 263  |      |
| 2015年（平成27年） | [ 15 ] | 228  |      |
| 2020年（令和2年）  | [ 3 ]  | 194  |      |

## 施設

### 公共
- 伊集院町都市農村交流施設チェスト館
- 竹之山公民館

### 寺社
- 熊野神社
- 願立寺

### 郵便局
- 竹之山簡易郵便局[16]

## 小・中学校の学区
市立小・中学校に通う場合、学区（校区）は以下の通りとなる。
| 大字           | 区域 | 小学校             | 中学校             |
| -------------- | ---- | ------------------ | ------------------ |
| 伊集院町竹之山 | 全域 | 日置市立土橋小学校 | 日置市立土橋中学校 |

## 交通

### 道路
一般県道
- 鹿児島県道206号徳重横井鹿児島線
- 鹿児島県道210号小山田谷山線